# Heinz Brantl
Heinz Brantl (* 27. März 1924 in Graz; † 13. Juni 1977 in Wien) war ein sozialdemokratischer österreichischer Journalist.
Heinz Brantl war 1946 bis 1954 beim steirischen Tagblatt „Neue Zeit“ (SPÖ) in Graz tätig, von 1958 bis 1961 gab er die parteinahe Wochenzeitung „Heute“ heraus.
Brantl wechselte zum ORF und gründete, leitete und moderierte das zeitkritische Fernsehmagazin „Horizonte“. Mitgründer war Alfred Payrleitner. 1967 wurde die Sendung so beworben: Ausblicke, Erkundungen, Auskünfte. Das zeitkritische Magazin mit aktuellen Auslandsberichten und polemischen Österreich-Reportagen. Redaktion und Präsentation: Dr. Heinz Brantl. Gerald Szyszkowitz merkte in einem Text über kritischen Journalismus in Österreich an, Heinz Brantl, der Einzige, der genau an der Nahtstelle von Politik und Wirtschaft im ORF recherchiert, habe seine Sendung „Horizonte“ sehr schnell verloren.
1966 wurde Brantl mit dem Dr.-Karl-Renner-Publizistikpreis ausgezeichnet.
Ab 1963 war Brantl nebenberuflich Chefredakteur von „Wien aktuell“, einer damals vom Fremdenverkehrsverband für Wien für das Ausland herausgegebenen Vierteljahreszeitschrift. Der Titel wurde später vom Presse- und Informationsdienst der Stadt Wien als Monatszeitschrift weitergeführt.
Brantl war auch Manager mehrerer erfolgreicher Wahlkämpfe Bruno Kreiskys. Er galt als Vertreter einer modernen, liberalen Linie der Sozialdemokratie und als intellektueller Hoffnungsträger.
Brantl beging 1977 Selbstmord.

## Buchpublikation
- Moderne Gesellschaft - Moderner Sozialismus.Wien o. J.(1958)